# Yannick Gingras
Yannick Gingras, född 4 augusti 1979 i Greenfield Park i Québec, är en kanadensisk travkusk. Gingras är en så kallad catch driver som endast kör hästar åt tränare, men som själv inte har några hästar i träning. Han är en av Nordamerikansk travsports främsta kuskar, och har vunnit lopp som bland andra Hambletonian Oaks, Kentucky Futurity, Peter Haughton Memorial och ett flertal titlar inom travloppsserien Breeders Crown.

## Karriär
Gingras var aktiv i hemlandet Kanada fram till 2001, då han flyttade till USA och blev verksam vid Yonkers Raceway i delstaten New York. Samma år blev han kuskchampion på banan. Med hela 426 segrar under 2003 fick han mottaga Dan Patch Rising Star Award. Under 2004 flyttade han ännu en gång, och nu blev hemmabanan Meadowlands Racetrack, vilket det fortfarande är idag (2018).
Han har bland annat varit ordinarie kusk på passgångaren Foiled Again, som är den mest vinstrika amerikanska standardhästen i världen.
I juni 2016 tog han karriärens 6000:e seger på Pocono Downs och i augusti samma år vann han Hambletonian Oaks tillsammans med tränaren Jimmy Takter för tredje året i rad, en prestation som ingen hittills hade lyckats med. De vann även loppet 2017 med Ariana G, och 2018 med Manchego, vilket gör dem till den enda duon som vunnit loppet fem år i rad.

### I Sverige
Gingras har även kört lopp i Sverige. I Elitloppet 2014 på Solvalla körde Gingras hästen Maven åt amerikanske tränaren Jonas M. Czernyson. Ekipaget kvalade in till finalheatet, då man kommit på tredje plats i kvalheatet. I finalheatet slutade man däremot oplacerade.
2016 vann han Fyraåringseliten under Elitloppssöndagen tillsammans med Pinkman, tränad av Jimmy Takter.